# Шарапов Володимир Максимович
Володимир Максимович Шарапов (13 березня 1894 — 1 березня 1972) — радянський воєначальник військ НКВС. У роки німецько-радянської війни був начальником штабу армій як військ НКВС так і Червоної Армії. Генерал-лейтенант (1944).

## Життєпис
Народився в 1894 році в селі Курдюков Кірсанівського повіту Тамбовської губернії (нині Інжавінского району Тамбовської області) у селянській родині. Закінчив сільську школу і школу вогнестійкого будівництва, працював у господарстві батька і сезонним робітником у підрядника, майстер по бетону в землевпорядній комісії (Кинешма).
У 1914—1918 роках служив у Російській імператорській армії, брав участь у Першій світовій війні, пройшов шлях від рядового до фельдфебеля.
Після Жовтневої революції приєднався до червоних.
З 1918 року в лавах РСЧА: закінчив піхотні курси РСЧА у Володимирі і Тамбові в 1919 році. Агітатор військкомату Кірсанівского повіту; командир роти 29-го стрілецького полку (Кинешма). З 1919 року — командир роти і батальйону 125-го стрілецького полку 14-ї стрілецької дивізії. З квітня 1920 — командир роти 13-го окремого Донецького батальйону. З листопада 1920 — командир батальйону 8-го і 1-го Українських запасних полків.
Член РКП (б) з 1918 року. У 1921 був виключений з партії та у 1924 році відновлений.
В органах ВЧК з квітня 1921 року, помічник командира Скалевского окремого батальйону по стройовій частині військ ВЧК України, з листопада 1921 — помічник командира 2-го батальйону військ ВЧК України. З 1922 року командував 6-ю окремою Очаківською ротою Одеського конвойного полку, командир 27-го окремого прикордонного взводу, з квітня 1923 помічник начальника 4-й конвойної команди ГПУ (Одеса). З 1925 — помічник командира 1-го Окремого конвойного батальйону, з 1926 — командир 8-го окремого конвойного батальйону в Україні. З 1929 року був помічником командира і тимчасово виконуючим посаду командира 3-го конвойного полку.
Закінчив курси «Постріл» у 1931 році.
З 1931 року — начальник навчально-стройової частини 2-ї Української конвойної дивізії ОДПУ. З 1932 року — командир 3-го і 8-го конвойних полків ОДПУ. У 1936 році — командир-воєнком 231-го полку конвойних військ НКВС.
З березня 1936 — начальник відділення у відділі бойової підготовки Управління прикордонної та внутрішньої охорони (УПВО) НКВС ЗСФСР, з березня 1937 — начальник відділу бойової підготовки УПВО Грузинської РСР. З серпня 1938 — начальник штабу прикордонних і внутрішніх військ НКВС Грузинського округу.
С 8 березня 1939 по 26 лютого 1941 року — начальник Головного управління конвойних військ НКВС СРСР, а з 26 лютого 1941 — начальник Управління конвойних військ НКВС СРСР.
З червня 1941 року брав участь у німецько-радянській війні, був начальником штабу 29-ї армії. У червні 1942 року був поранений і перебував на лікуванні в госпіталі, в серпні знову приступив до своїх обов'язків. З 23 жовтня 1942 року — начальник штабу Окремої армії НКВС, що формувалася у Свердловську. 7 лютого 1943 армія прибула на Центральний фронт, була передана до складу Червоної Армії і отримала найменування 70-ї армії, генерал Шарапов залишився її начальником штабу близько року. З січня 1944 — начальник штабу 40-ї армії на 2-му Українському фронті.
У березні 1945 року відбув з фронту на лікування.
У вересні 1945 року призначений начальником Військово-будівельного управління військ НКВС СРСР (Спецбуд). У березні 1950 року «Спецбуд» був переданий з МВС до МДБ СРСР. 
26 березня 1952 року Шарапов В.М. вийшов на пенсію. Жив в Москві. Помер в 1972 році, похований на Введенскому кладовищі (29 уч.).

## Військові звання
- полковник (22.04.1936)
- комбриг (9.03.1939)
- комдив (29.04.1939)
- генерал-майор (4.06.1940)
- генерал-лейтенант (13.09.1944)

## Нагороди
За час служби Шарапов В. М. був нагороджений наступними відзнаками
- орден Леніна (21.02.1945)
- 3-ма орденами Червоного Прапора (5.05.1942, 27.08.1943, 3.11.1944)
- орден Кутузова I ступеня (17.05.1944)
- орден Суворова II ступеня (28.04.1944)
- орден Кутузова II ступеня (13.09.1944);
- орден Червоної Зірки (26.04.1940);
- Орден Трудового Червоного Прапора УСРР (20.12.1932)
- медалі
- Почесний знак «Заслужений працівник МВС» (2.11.1948)